# Alfred Görnemann
Alfred Görnemann (ur. 1 września 1877 w Berlinie  – zm. 11 października 1903 w Dreźnie) – niemiecki kolarz torowy, trzykrotny medalista mistrzostw świata.

## Kariera
Pierwszy sukces w karierze Alfred Görnemann osiągnął w 1901 roku, kiedy zdobył brązowy medal w wyścigu ze startu zatrzymanego zawodowców podczas mistrzostw świata w Berlinie. W zawodach tych wyprzedzili go jedynie dwaj rodacy: Heinrich Sievers i Bruno Salzmann. W tej samej konkurencji zdobył również złoty medal na mistrzostwach świata w Rzymie w 1902 roku oraz kolejny brązowy podczas mistrzostw świata w Kopenhadze w 1903 roku, ulegając jedynie Holendrowi Pietowi Dickentmanowi i swemu rodakowi Thaddäusowi Roblowi. Zginął dwa miesiące później, 11 października 1903 roku, w wypadku podczas jednego z wyścigów. Nigdy nie wystąpił na igrzyskach olimpijskich.